# Чимит, Чили Санчыкович
Чили Санчыкович Чимит (20 октября 1914 — 15 мая 1967) — один из первых лётчиков Тувы, ученик первого тувинского летчика Чооду Кидиспея, заслуженный работник транспорта Тувинской АССР.

## Биография
Чимит Чили Санчыкович родился 20 октября 1914 года в м. Суг-Аксы. Чимит отслужил в ревармии пограничником в подразделении, где были наиболее грамотные и смышленые молодые парни. Окончив шоферские курсы, он с 1931 года стал одним первых водителей ТНР, ездил во все уголки республики. В 1932 г. был рядовым кавалерийского полка ТНР. С 1936 по 1938 год учился в Автодорожном техникуме г. Кызыла, затем в Бирмской военной школе летчиков (1943). С 1941 года был курсантом учебного авиазвена Тувинского кавполка, через год уже летчик авиазвена. В 1943 году становится командиром авиазвена Тувинского кавалерийского полка. С 1946 года командир звена 273 авиаотряда ГВФ. С 1948 года был начальником аэропорта Кызыл. В 1950 г. — командир звена 273 авиаотряда ГВФ, командир эскадрильи с 1952 года.

## Деятельность
Первый тувинский летчик Чооду Кидиспей взялся за создание авиазвена революционной армии Тувинской Аратской Республики. В число юношей для организации курсов по подготовке пилотов, бортмехаников, авиатехников входил Чили Чимит. Он был самым перспективным курсантом, легко осваивал сложные механизмы летательного аппарата. Он не только учился и летал, но и помогал своим товарищам глубоко усваивать теорию, доступно объясняя на родном языке изученный материал. Обучали их Ч. Кидиспей и приглашенный из Советского Союза авиаинженер Николай Прохоров. Когда авиазвено получило новую машину «У-2», первым освоил её Чимит. В первые годы войны в Черногорске базировалась эвакуированная с Дальнего Востока Бирмская военная авиашкола. Чили Чимит с другом Сергеем Хунан-оолом освоили сложную технику управления истребителем. после учёбы учил молодых пилотов, инженеров и механиков-авиатехников профессиональному мастерству, делился с ними опытом и знаниями. За отвагу и летное мастерство его прозвали «бесстрашным соколом саянского неба». За время своей работы Ч. С. Чимит налетал более одного миллиона километров в трудных условиях горной местности, внес большой вклад в освоение новых воздушных трасс в отдаленные уголки республики на самолётах ПО-2, АН-2, ЯК-12, вертолете МИ-1, выполняя сложные задания по обслуживанию геологических партий, транспортировке больных и перевозке грузов для населения труднодоступных районов Тувы. Когда в 1944 году Тува вошла в состав СССР, Тувинская народно-революционная армия была расформирована. А авиазвено во главе Чили Санчыковичем Чимитом было переведено в гражданскую авиацию, которую нужно было поднимать с нуля. С этой задачей он тоже справился. Опыт, пришедший с годами, позволил стать ему мастером ювелирного пилотирования. Воспитал большое количество авиаспециалистов.
По состоянию здоровья и выслуге лет в мае 1964 г. Ч. С. Чимит ушел на пенсию. Но до последних дней своей жизни продолжал работать инженером ПТО Тувинского автотреста.
15 мая 1967 году его не стало.

## Награды и звания
- Почетная грамота Президиума Малого Хурала ТНР (1940)
- Орден Труда ТНР (1946)
- медаль «За Победу над Германией» (1946)
- нагрудный знак Гражданского военного флота «За безаварийный налет 1 000 000 км» (1957)
- нагрудный знак «Отличник Аэрофлота»
- орден «Знак Почета» (1963)
- почетное звание «Заслуженный работник транспорта Тувинской АССР» (1963)
- юбилейная медаль «20 лет Победы в Великой Отечественной войне 1941—1945 гг.» (1966)